# 27 Hydrae
27 Hydrae (27 Hya) es una estrella múltiple en la constelación de Hidra de magnitud aparente +4,82.
Se encuentra a 222 años luz del sistema solar.

## 27 Hydrae A
La principal componente del sistema, 27 Hydrae A, es una gigante amarilla de tipo espectral G8III-IV.
Tiene una temperatura efectiva entre 4920 y 5080 K y es 62 veces más luminosa que el Sol.
Su radio puede ser 11 veces más grande que el radio solar, aunque otra fuente le asigna un menor tamaño, en torno a 8 radios solares.
Gira sobre sí misma con una velocidad de rotación proyectada de 4,8 km/s, por lo que su período de rotación se puede aproximar a los 80 días.
Muestra un contenido metálico algo inferior al solar, siendo su índice de metalicidad [Fe/H] igual a -0,07.
Es una estrella del disco fino con una edad estimada de 740 millones de años.
Aunque no hay consenso en cuanto a su masa, ésta estaría en el rango de 2,3 - 3,7 masas solares.
Variaciones en la velocidad radial de 27 Hydrae A sugieren la presencia de un acompañante invisible.
El período orbital de este acompañante puede ser de 3400 días, estando separado 5,9 UA respecto a la gigante.
Asumiendo una masa de 2,3 masas solares para esta última, la masa mínima del objeto sería 10 veces mayor que la masa de Júpiter.
Por ello, puede ser un planeta, una enana marrón o una estrella de baja masa.

## 27 Hydrae BC
Alrededor de 27 Hydrae A y su posible acompañante orbita una binaria formada por una estrella de tipo F4V (27 Hydrae B / HD 80550) y una enana naranja de tipo K2V (27 Hydrae C / BD-09 2801C).
La primera tiene una temperatura de 6653 K, una masa un 38% mayor que la del Sol, y rota con una velocidad de al menos 60 km/s.
De la segunda solo se sabe que es un 26% menos masiva que el Sol.
El período orbital del par BC es de unos 12.500 años y, a su vez, emplean en torno a un millón de años en completar una vuelta en torno a 27 Hydrae A.